# (343444) Halluzinelle
(343444) Halluzinelle – planetoida w głównym pasie, odkryta 7 marca 2010 roku przez Stefana Karge i Erwina Schwaba w Obserwatorium Taunus. Przed nadaniem nazwy planetoida nosiła oznaczenie tymczasowe 2010 EW20.
Jej nazwa, nadana 19 września 2013, nawiązuje do postaci Analogowej Halucyny (niem. Analoge Halluzinelle) – holograficznej towarzyszki Ijona Tichego z niemieckiego serialu Ijon Tichy – gwiezdny podróżnik na motywach Dzienników gwiazdowych Stanisława Lema, w którym grana jest przez Norę Tschirner. Do serialu nawiązuje też nazwa odkrytej także przez Schwaba planetoidy (343000) Ijontichy.